# Le Singe tueur
Pour plus de détails, voir Fiche technique et Distribution.
Le Singe tueur (The Ape) est un film américain de William Nigh, sorti en 1940.

## Synopsis
Le Docteur Bernard Adrian a entrepris des recherches médicales afin de guérir une jeune femme de la polio. Il sait qu'il est près de toucher au but, mais pour que son vaccin soit efficace, il lui faut se procurer du liquide rachidien d'un être humain. Pour cela, il n'hésitera pas à se transformer en assassin... Mais dans le même temps, un singe monstrueux parvient à s'échapper d'un zoo. La terreur ne tarde pas à se répandre dans la ville...

## Fiche technique
- Titre français : Le Singe tueur
- Titre original  : The Ape
- Réalisation : William Nigh
- Scénario : Richard Carroll et Curt Siodmak d'après l'œuvre d'Adam Shirk.
- Production : William T. Lackey
- Musique : Edward J. Kay
- Photographie : Harry Neumann
- Montage : Russell F. Schoengarth
- Maquillage : Jack Pierce
- Pays d'origine :  États-Unis
- Format : Noir et blanc
- Genre : Horreur
- Durée : 72 minutes
- Date de sortie : 1940

## Distribution
- Boris Karloff : le docteur B. Adrian
- Ray Corrigan : le gorille-tueur
- Maris Wrixon : Frances Clifford
- Dorothy Vaughan : Mme Clifford mère
- Gene O'Donnell : Danny Fosteur
- Pauline Drake : la fillette
- George Cleveland : M. Howley
- Gertrude Hoffmann : Jane
- Henry Hall : sheriff
- Jack Kennedy : Tomlin
- Jessie Arnold : Mrs Brill
- Philo McCullough : Mason